# Слуґоцин (Великопольське воєводство)
Слуґоцин (пол. Sługocin) — село в Польщі, у гміні Льондек Слупецького повіту Великопольського воєводства.
Населення — 349 осіб (2011).
У 1975-1998 роках село належало до Конінського воєводства.

## Демографія
Демографічна структура станом на 31 березня 2011 року:
|          | Загалом | Допрацездатний вік | Працездатний вік | Постпрацездатний вік |
| -------- | ------- | ------------------ | ---------------- | -------------------- |
| Чоловіки | 166     | 43                 | 103              | 20                   |
| Жінки    | 183     | 42                 | 97               | 44                   |
| Разом    | 349     | 85                 | 200              | 64                   |